# Lovas rekordok

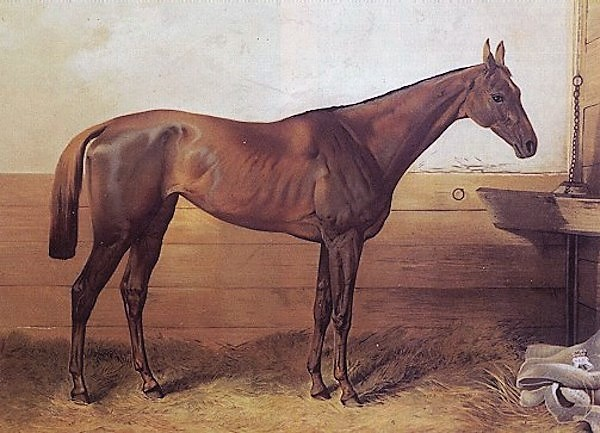
Kincsem, a "legyőzhetetlen" csodakanca

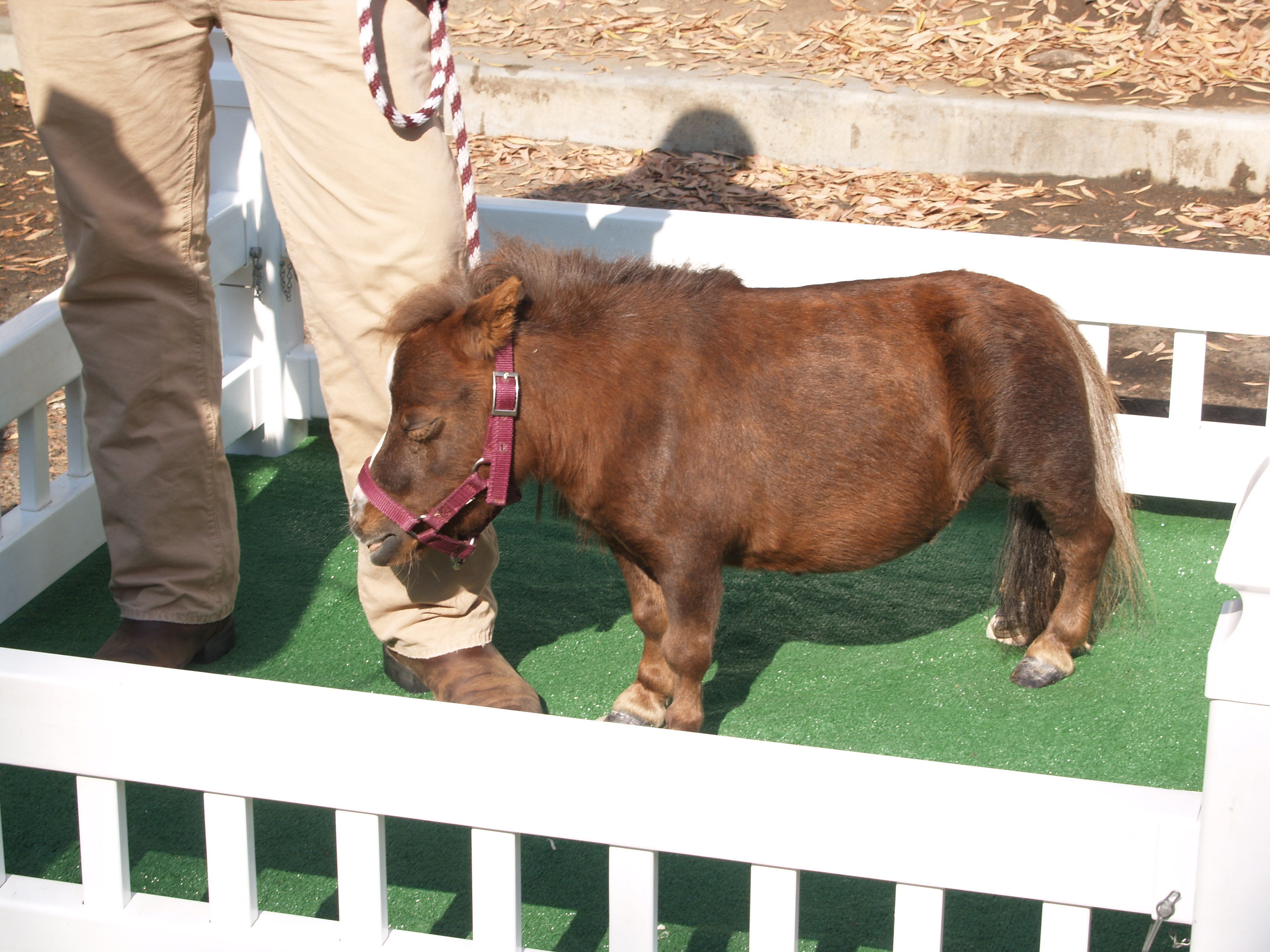
Thumbelina, a legkisebb lovacska 2008-ban

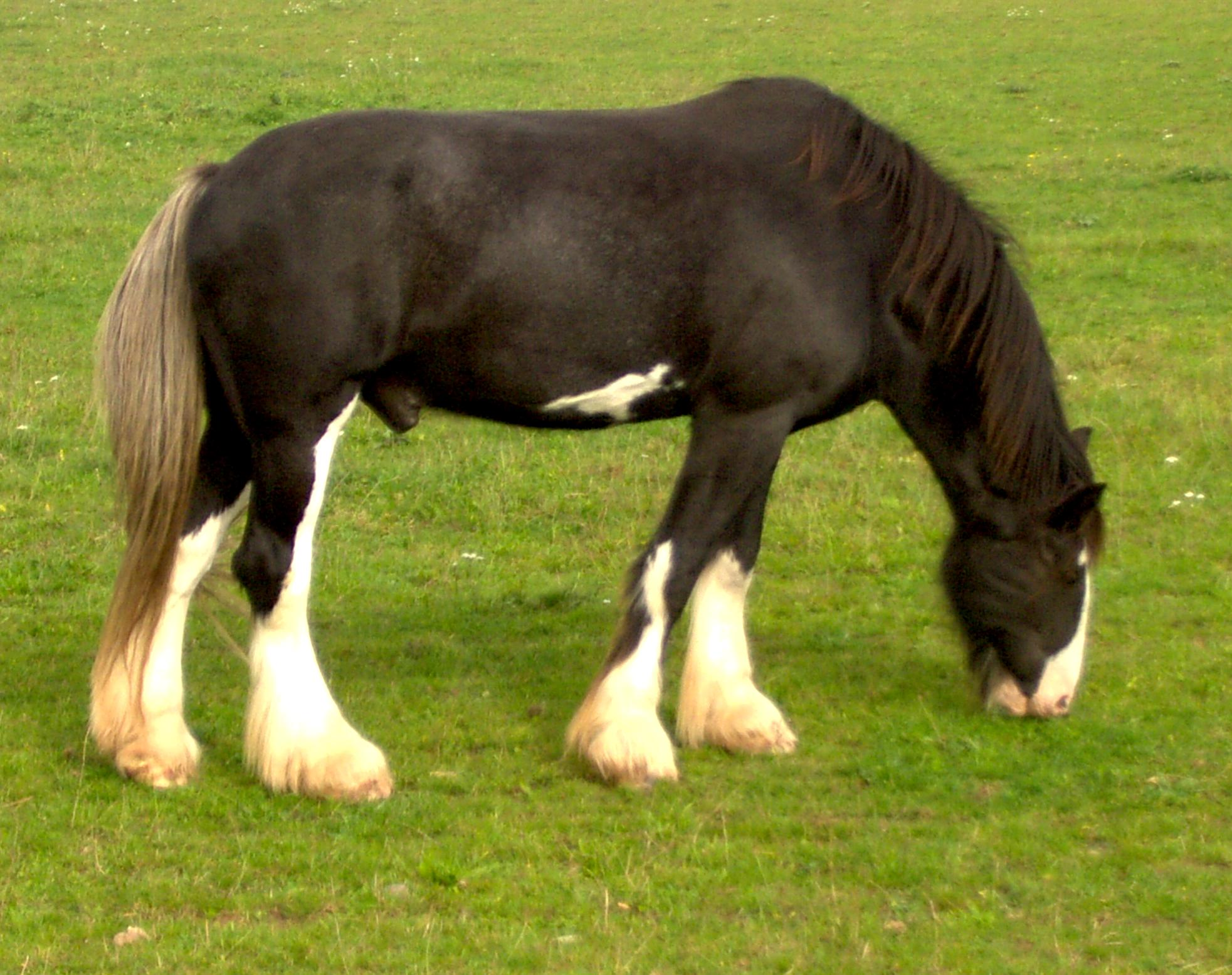
A legnagyobb lófajta, a Shire

A lovas rekordok lovakkal kapcsolatos kiugró teljesítmények, amelyek a Guinness rekordok könyvében szerepelnek.

## Rekordok

### Ugrás
Magasugrás:
- 247 cm - 1949. február 5. A 16 éves Huaso ex-Faithfull nevű ló ugrotta Alberto Larraguibel Morales kapitánnyal. A rekordot 1949. május 28-án hitelesítették, és a rekordok bizottsága kijelentette, hogy a rekord megdöntéséhez 249 cm-t kell ugrani.[1]

Távolugrás:
- 840 cm - 1975. április 26. Dél-Afrikában, Johannesburgban André Ferreira nevű lovas I.G. van der Merve asszony Something nevű lovával állította fel ezt a FEI által 1975 szeptemberében elismert világcsúcsot.[2]

### Sebesség
Leggyorsabb ló:
- Gyorsasága 69,62 km/h - lóversenyen mérték Mexikóvárosban 1945-ben. Big Racket érte el, 20,8 mp alatt 420 m-en. A négyéves ló 51,7 kg terhet vitt.

Az ügetés világrekordja:
- 69,7 mp alatt 1 km megtétele, míg az átlagsebesség ebben a jármódban 10–17 km/h.

A vágta világrekordja:
- 54,25 mp alatt 1 km megtétele, ami 66,36 km/órás sebességet jelent, egy átlagos ló ezzel szemben csupán csak 30–50 km/órával tud vágtázni.

### Testméret
Legnagyobb ló:
- Magassága 219 cm, tömege 1524 kg. Lincolnshire-i herélt igásló, Sampson, 1846-ban született, később átnevezték Mammoth-nak.

Legmagasabb telivér:
- Magassága 198 cm, tömege 950 kg. Tristonis herélt, díjugrató ló. 1990-ben hunyt el.

Legkisebb ló:
- Magassága 35,5 cm, tömege 9 kg. Little Pumpkin falabella mén, 1973-ban született.

A legnagyobb lófajta:
- A legnagyobb lófajta a Shire, a legnagyobb mért marmagasság 219 cm volt.

A leghosszabb farkú ló:
- A leghosszabb farkú ló a 12 éves Summer,[3] 2008. február 29-én került be a Guinness rekordok könyvébe. Farkának hosszúsága 3 méter 81 cm.

### Egyéb
Legöregebb ló:
- A legöregebb ló a 62 éves Old Billy, félvér, 1760-ban született. Uszályvontató lóként dolgozott.

Legértékesebb ló:
- 40 millió dollár, 1983-ban Shareef Dancer versenylóért fizették az USA-ban.

Legdrágább csikó:
- Neve: Florida, Ára: 3Mrd Ft: 16 millió dollárért, azaz mintegy 3 milliárd forintért vettek meg egy nyeretlen 2 éves csikót Floridát, aki 10 másodperc alatt futotta le a 200 métert.

Legsikeresebb ló:
- 100%-os teljesítménnyel Kincsem, aki 1874-ben született Tápiószentmártonban. 1876-79 között 54 versenyből 54-et megnyert. Lábproblémája miatt hagyta abba a versenyzést. Gödön élt és edzett. Neki építették a vasútállomást Gödön, hogy ne kelljen sokat hazasétálnia.

## Külső hivatkozások
- Magasugrás hivatalos világcsúcsának videója
- Thumbelina "Hüvelyk Panna" a világ legkisebb lova